# Otto Wilhelm von Königsmarck

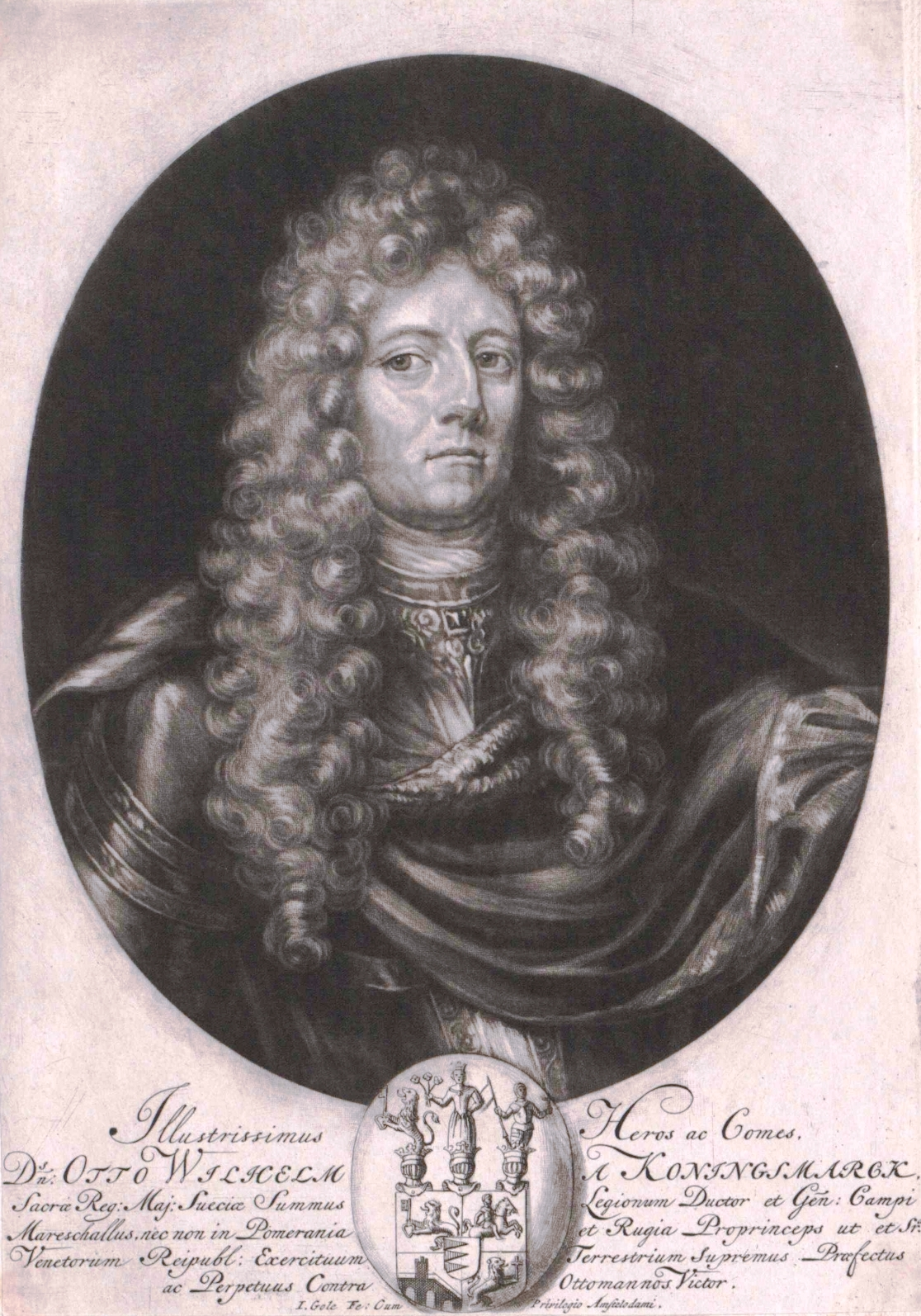

Otto Wilhelm von Königsmarck (1639–1688) – niemiecki arystokrata, dyplomata i wojskowy w służbie Szwecji, książąt niemieckich i Francji.
Był najmłodszym synem szwedzkiego feldmarszałka Hansa Christopha von Königsmarcka, pochodzącego z rodziny królewskiej Königsmarck. 
Otto Wilhelm urodził się w północnych Niemczech, a jego matka Agathe von Leesten podążała za jego ojcem podczas kampanii wojennych. Po osiedleniu się w Stade w 1645 r. zapewniła dobrą edukację swojemu synowi. Uczył się w Jenie, a później na uniwersytetach w Tybindze, Strasburgu, Bazylei, a następnie w Genewie, Blois i Angers, a następnie odbył Grand Tour.
Od 1661 pracował jako poseł szwedzki w Anglii, a od 1666 jako poseł we Francji.
Już w 1664 r. został szwedzkim pułkownikiem i brał udział w oblężenia Bremy w wojnie z Bremą w 1666. Następnie na krótko wstąpił do służby elektora Karola Ludwika Wittelsbacha jako generał dywizji, a następnie od 1668 r. służył we Francji Ludwikowi XIV. We francuskiej służbie Königsmarck zasłużył się w 1674 roku w bitwie pod Seneffe podczas wojny Francji z koalicją hiszpańsko-austriacko-lotaryńską. Pod koniec 1675 roku walczył na Pomorzu. Zasłużył się w służbie szwedzkiej przeciwko Prusom w bitwie pod Warksow na Rugii 8 stycznia 1678 roku. W 1679 roku został szwedzkim gubernatorem generalnym Pomorza, Rugii i Wismaru. Od 1685 roku w służbie weneckiej. W 1686 roku zdobył tureckie Navarino, Metonię i Argos w Grecji. W 1687 roku oblegał Ateny, doprowadzając do wybuchu prochu na Akropolu.
Zmarł w wyniku zarazy na swym okręcie podczas dowodzeniem oblężenia miasta Chalkida będącego w rękach Turków.
W 1691 roku pochowany został w Stade.